# Schlacht bei Posada
Die Schlacht bei Posada wurde der Überlieferung nach vom 9. bis zum 12. November 1330 zwischen einer ungarischen Armee unter der Führung von König Karl I. Robert (reg. 1308–1342) und einer von Basarab I. (reg. 1310–1352) geführten walachischen Streitmacht geschlagen. Die Schlacht endete mit einer vernichtenden Niederlage der zahlenmäßig deutlich stärkeren ungarischen Armee.

## Ausgangslage
Nachdem 1301 mit dem Tod von König Andreas III. das Herrschergeschlecht der Árpáden erloschen war, folgte im Königreich Ungarn eine Zeit der feudalen Zersplitterung und innerer Wirren. Die Magnaten des Königreiches übten in den folgenden Jahren faktisch die Herrschaft aus und betrachteten die Königswahl innerhalb der weiblichen Linie der Dynastie als ihr Privileg. Den beiden auf Andreas III. folgenden Königen gelang es nicht, sich gegen die Magnaten durchsetzen und die königliche Zentralgewalt zu erneuern. Erst König Karl I. Robert aus dem Haus Anjou konnte die Zentralgewalt nach jahrelangen Auseinandersetzungen mit den Magnatenfamilien wiederherstellen.
Durch die lang andauernde politische Krise des Königreichs wurden auch erste Verselbständigungstendenzen in den von ihm beanspruchten und nicht oder nicht mehrheitlich von Magyaren besiedelten Gebieten begünstigt. Im Land südlich der Karpaten, das lediglich eine Art Außenposten des Königreichs war, gelang es schließlich Basarab I., verschiedene politische Einheiten, die sich Ende des 13. Jahrhunderts hier zu bilden begonnen hatten und deren Konsolidierung durch die innerungarischen Wirren erleichtert worden war, unter seiner Herrschaft zum Fürstentum Walachei zu vereinen. Das Bestreben Basarabs I., sich aus der ungarischen Oberhoheit zu lösen, veranlasste König Karl I. Robert schließlich im Jahr 1330 zu einem Feldzug gegen den walachischen Herrscher.

## Ablauf der Schlacht
Karl I. Robert gelang es ohne große Mühe, zur walachischen Hauptstadt Curtea de Argeș vorzustoßen. Basarab I. hatte sich vor dem seinen Streitkräften weit überlegenen ungarischen Heer in Richtung der Berge zurückgezogen, wohin ihm dieses nun folgte. Da es Karl I. Robert aber nicht gelang, seinen Gegner zu fassen, seine Armee Verpflegungsschwierigkeiten hatte und die Jahreszeit bereits weit fortgeschritten und für Kampfhandlungen ungünstig war, sah er sich schließlich gezwungen, mit Basarab in Verhandlungen einzutreten. Den Quellen zufolge wurde ein Waffenstillstand geschlossen und der ungarische König soll sich verpflichtet haben, das Land auf dem kürzesten Weg zu verlassen, wenn ihm die Walachen Führer stellen und seiner Armee einen Weg aus den Bergen weisen würden.
Besagte Führer sollen das ungarische Heer jedoch in einen sorgfältig vorbereiteten Hinterhalt gelockt haben. In einer Bergschlucht, deren genaue Lage nach wie vor nicht bekannt ist (u. a. gilt die Umgebung von Loviştea im Tal des Olt in den Transsilvanischen Alpen als möglicher Schauplatz), wurde das überlegene, auf dem schmalen und gebirgigen Terrain allerdings weitgehend hilflose ungarische Ritterheer der Überlieferung nach mehrere Tage lang von allen Seiten von den Walachen attackiert. Im Begleittext der Ungarischen Bilderchronik (auch Chronicon pictum Vindobonense genannt) heißt es dazu:

„Die unzählbaren Massen der Walachen, hoch oben auf den Felsen, ... ließen Pfeile auf die ungarische Armee im Tal darunter niederregnen, entlang einer Straße, die nicht einmal Straße genannt werden sollte, sondern richtiger ein schmaler Pfad, auf dem, unfähig zu manövrieren, die besten Pferde und Soldaten im Kampf fielen, weil sie wegen der steilen Felswände ... die Walachen zu beiden Seiten der Straße weder attackieren, noch vorrücken oder flüchten konnten ...; die Soldaten des Königs waren gefangen wie Fische auf dem Trockenen. Jung und Alt, Prinzen und Edle gleichermaßen, fielen ohne Unterschied in der Schlacht.“

König Karl I. Robert gelang es, dem Inferno mit wenigen Begleitern zu entkommen, indem er den Berichten nach seine Gewänder und seine königlichen Insignien einem seiner Hauptleute gegeben habe, der gleich darauf durch einen Hagel von Steinen und Pfeilen getötet worden sei. In einfachen Kleidern konnte er schließlich unerkannt nach Ungarn zurückkehren.

## Folgen
Die vernichtende ungarische Niederlage erregte nicht nur internationales Aufsehen, sondern stärkte auch Basarabs Position und die seines Fürstentums im internationalen Mächtekonzert. Durch Bündnisse mit den bulgarischen und serbischen Herrschern versuchte er in der Folgezeit, die nach der Schlacht de facto unabhängige Stellung seines Landes zu bewahren. Auf Dauer konnte die Walachei jedoch dem Druck ihrer beiden übermächtigen Nachbarn im Norden und Süden, dem Königreich Ungarn und dem seit der zweiten Hälfte des 14. Jahrhunderts auf dem Balkan expandierenden Osmanischen Reich, nicht standhalten. Das politisch-militärische Agieren dieser beiden Großmächte nötigte die walachischen Woiwoden in den folgenden zwei Jahrhunderten zu einer permanenten Schaukelpolitik, die dem Land keine länger andauernde innere Stabilität zu bringen vermochte.